# М'ясорубка (фільм)
«М'ясорубка» — радянський художній фільм 1991 року, знятий режисером Віктором Костичовим на студії «Victor motion pictures».

## Сюжет
Дружина модельєра, не особливо обтяжена одягом, але обтяжена досвідом п'яти років перебудови, переглядами американських бойовиків, а також вірою у недоторканність приватної власності, вступає у боротьбу з бандою Тхора…

## У ролях
- Віра Чернова — Ольга
- Євген Глядинський — В'ячеслав
- Валерій Серьогін — Веселун
- Ірина Кулезньова — Марина
- Валерій Погорєлий — Малюк
- Володимир Шульга — Тхір
- Юрій Жарков — головна роль
- Володимир Кабанов — головна роль
- Віктор Нечеухін — головна роль
- Ігор Шушпанов — головна роль
- Борис Біттенбіндер — епізод
- Володимир Морозов — епізод
- Олексій Іллінський — епізод
- Сергій Кудімов — епізод
- Володимир Виноградов — епізод
- Юрій Чернишов — епізод
- Олена Кисельова — епізод
- Людмила Саргіна — епізод
- Світлана Сорокіна — епізод
- Катерина Пачіна — епізод
- Наталія Запорожан — епізод
- Галина Закомолдіна — епізод
- Марія Ніколаєва — епізод
- Тетяна Каганович — епізод
- Юлія Баришева — епізод
- Зінаїда Бєлоногова — епізод
- Володимир Школін — епізод
- Ольга Коньшина — епізод
- Олена Стрейкова — епізод
- Жан Хоменко — епізод
- Алла Терещенко — епізод
- Тетяна Айріх — епізод
- Ірина Денісова — епізод
- Володимир Худеньких — епізод
- Лариса Бурилова — епізод
- Владислав Хренов — епізод
- Сергій Райник — епізод
- Владислав Ільїн — епізод
- Володимир Гараєв — епізод
- Ілля Перстяко — епізод
- Ірина Никифорова — епізод
- Андрій Тарасюк — епізод
- Олександр Пижов — епізод
- Павло Коньшин — епізод
- Сергій Крутов — епізод
- Даля Латипова — епізод
- Сергій Гасиця — епізод
- Едуард Латипов — епізод
- Герман Гуляєв — епізод
- Раміс Ібрагімов — епізод
- Валерій Пєшков — епізод
- Сергій Владимиров — епізод
- Олександр Салуяпов — епізод
- Сергій Єгоров — епізод
- В'ячеслав Воронін — епізод
- Тамара Никифорова — епізод
- В'ячеслав Тимошин — епізод
- Галина Косичова — епізод
- Андрій Старков — епізод
- Ігор Жетиньов — епізод
- Марат Абашев — епізод
- Галина Єгорова — епізод
- Валерій Хохолков — епізод
- Олена Рудометова — епізод
- Вадим Гомон — епізод
- Валерій Архипенков — епізод
- Вадим Кулябін — епізод
- Альберт Шехурдін — епізод
- Жанна Якушева — епізод
- Катерина Вермініна — епізод
- Віталій Колишкін — епізод
- Андрій Хмілевський — епізод
- Микола Кондаков — епізод
- Галина Богомолова — епізод
- Юрій Лабуда — епізод
- Ірина Бєлобородова — епізод

## Знімальна група
- Режисер — Віктор Костичов
- Сценарист — Віктор Костичов
- Оператор — Андрій Коршунов
- Художники — Ірина Тимофєєва, Світлана Коршунова, Людмила Ольшевська